# Placidium michelii
Placidium michelii är en lavart som beskrevs av A. Massal. Placidium michelii ingår i släktet Placidium och familjen Verrucariaceae.  Arten är reproducerande i Sverige. Inga underarter finns listade i Catalogue of Life.